# Zastava Ekvadora
Zastava Ekvadora usvojena je 26. rujna 1860. Sastoji se od tri vodoravna dijela žute, plave i zelene boje. Na državnoj zastavi, za razliku od civilne, se nalazi grb Ekvadora.
Iako dizajner ove zastave kaže da je bio inspiriran Goetheom i njegovim simbolima boja, nacionalni simboli na zastavi su prisutni i snažni. Po njima žuta je simbol agrokulture i bogatstva, plava oceana i neba, a crvena onih koji su umrli za slobodu.

## Vanjske poveznice
- Flags of the World